# Nouveau réalisme
Nouveau réalisme (Novo realismo) foi um movimento artístico fundado em 1960 pelo artista Yves Klein e pelo crítico de arte Pierre Restany por ocasião da primeira exposição coletiva dum grupo de artistas franceses e suíços na galeria Apollinaire de Milão. 
Contemporâneo da arte Pop americana e britânica, desenvolve-se em França, sobretudo em Paris, paralelamente a essas tendências, "redefinindo os paradigmas da colagem, do ready-made, e do monocromatismo". O movimento reúne numerosos artistas que partem da utilização de materiais do quotidiano urbano, reciclados e agregados de modo a criar novos significados, novas formas de perceber/apreender o real. Juntamente com o Grupo Cobra, o  Independent Group (Londres) e a Internacional Situacionista, o Nouveau réalisme pode ser considerado uma das formações mais importantes da neo-vanguarda europeia do pós-guerra.. 
O manifesto do movimento – Déclaration constitutive du Nouveau Réalisme –, é assinado por  Arman, François Dufrêne, Raymond Hains, Martial Raysse, Daniel Spoerri, Jean Tinguely, Jacques Villeglé, Pierre Restany (que redigiu o manifesto) e Yves Klein a 27 de Outubro de 1960. Esse manifesto constava de uma única frase: "Os Novos Realistas tornaram-se conscientes da sua identidade coletiva; Nouveau Realisme  = novas perceções do real".
O movimento seria mais tarde ampliado pela adesão de César, Christo, Gérard Deschamps, Mimmo Rotella e Niki de Saint Phalle, terminando oficialmente em 1970.